# Myristica andamanica
Espèce
Synonymes
- Palala andamanica Kuntze[2]

Statut de conservation UICN

 VU B1+2c : Vulnérable
Myristica andamanica est une espèce de plantes de la famille des Myristicaceae.

## Publication originale
- The Flora of British India 5(13): 103. 1886.